# Панькова, Елена Даниловна
Елена Даниловна Панькова (бел. Алена Данілаўна Панькова; 21 мая 1914, Лунинец, Минская губерния — 8 ноября 1964, Гомель) — электросварщик Гомельского вагонного депо Белорусской железной дороги. Герой Социалистического Труда (07.03.1960).

## Биография
Родилась 21 мая 1914 году в городе Лунинец (ныне — Брестской области).
С 1930 по 1932 год проходила обучение в Гомельской школе фабрично-заводского ученичества по специальности «слесарь по ремонту вагонов». После окончания обучения два года работала слесарем, а с 1934 года стала трудиться электросварщиком.
В годы Великой Отечественной войны, с 1941 по 1944, работала на станции Абдулино Куйбышевской железной дороги, мастером производственного обучения школы ФЗУ. После освобождения территории Белоруссии вновь вернулась в Гомельское депо, работала электросварщиком. В 1945 году вступила в ВКП(б) КПСС.
В ознаменовании 50-летия Международного женского дня, Елена Даниловна была удостоена звания Герой Социалистического Труда и награждена Орденом Ленина.
Делегат XXI съезда КПСС.
Умерла 8 ноября 1964 года.

## Награды и звания
- Герой Социалистического Труда (07.03.1960);
- Орден Ленина (07.03.1960);
- Орден Трудового Красного Знамени (30.12.1948);
- Медали.